# San Celsino
San Celsino ou Igreja de São Celsino, oficialmente San Celso, era uma igreja de Roma, Itália, localizada no rione Ponte, na Vicolo di San Celso, desconsagrada na década de 1990. Era dedicada a São Celso. Construída em 1561, fica ao lado de Santi Celso e Giuliano, e servia à "Arquiconfraria do Santíssimo Sacramento", fundada em 1560, que se fundiu, em 1566, com a "Confraria do Santíssimo Nome de Deus". Esta situação permaneceu até 1984, quando o edifício passou a ser utilizado como centro de caridade pela Diocese de Roma, mas foi abandonado em 1993 e está atualmente abandonado.
Sua fachada foi restaurada na década 1990, mas nada mais se sabe sobre o resto do edifício que, apesar de ainda continuar listado no site da Diocese, certamente foi desconsagrado.
Mariano Armellini descreveu assim esta igreja: "Há apenas um altar, no qual vi um quadro de boa escola representando Jesus falando ao apóstolo Pedro no cenáculo. À volta esta Maria Assunta no céu". 
Era uma igreja anexa da paróquia de San Giovanni Battista dei Fiorentini e atualmente serve como sede da Caritas na Diocese de Roma.